# Breña Alta
Breña Alta är en kommun i Spanien. Den ligger i provinsen Santa Cruz de Tenerife i den autonoma regionen Kanarieöarna i sydvästra delen av landet, 1 800 km sydväst om huvudstaden Madrid. Antalet invånare är 7 428 (2024).  Breña Alta ligger på ön La Palma.